# Mévouillon
 Mévouillon  là một xã thuộc tỉnh Drôme trong vùng Auvergne-Rhône-Alpes đông nam nước Pháp. Xã Mévouillon nằm ở khu vực có độ cao trung bình 840 mét trên mực nước biển.